# 1C Company
1C Company (en ruso: Фирма 1С) es un desarrollador de software independiente, distribuidor y editor cuya sede se ubica en Moscú, Rusia. La empresa se especializa en el desarrollo, producción, mantenimiento, licenciamiento y venta de programas informáticos, servicios relacionados y videojuegos.
En Rusia 1C es considerada empresa líder en software empresarial gracias a su amplio paquete de programas de software empresarial 1С:Enterprise (en ruso: 1С:Предприятие, 1C:Predpriyatie).
“En términos de número de instalaciones, 1C es líder con alrededor de 5 millones de usuarios…”
La empresa 1C es conocida por su labor de diseño y edición de videojuegos. Los títulos más populares desarrollados por la compañía son: Il-2 Sturmovik, King’s Bounty, Men of War y la serie de Space Rangers. 1C opera en calidad de editor de docenas de desarrolladores independientes y ha producido más de 100 títulos de videojuegos.
Además, 1C es el distribuidor oficial de más de 100 vendedores de software.
Por decisión del Servicio Federal de la Propiedad Intelectual (Rospatent) la marca comercial 1C se considera “bien conocida” en el territorio de la Federación de Rusia desde el 1 de enero de 2006.
1C ocupa el octavo puesto entre las 30 mejores compañías de software en el ranking de mercados emergentes de PwC.
La empresa emplea a más de 1200 trabajadores. 1C opera a través de una amplia cadena de más de 10 000 socios empresariales en 25 países, incluyendo más de 7000 franquicias autorizadas de integradores de software 1C y revendedores de valor añadido (VAR), y más de 400 centros autorizados de entrenamiento.
Asimismo, 1C ha desarrollado y sigue perfeccionando su servicio de outsourcing 1C:Accounting (en ruso: 1С:БухОбслуживание, 1С:BuhObslugivanie): una red de más de 500 socios que ofrece servicios de contabilidad, fiscalidad, nóminas, etc.

## Historia
1C fue fundada en 1991 por Boris Nuraliev en Moscú, Rusia.
En 1992 la compañía publicó su software de contabilidad 1C:Accounting. La sencillez, abundancia de opciones de personalización y su alcance a través de una amplia cadena de distribuidores, que tenían derecho al 50% de las ganancias generadas por las ventas, permitieron a 1C:Accounting convertirse en el programa de contabilidad más difundido en Rusia y los países de la antigua Unión Soviética.
En 1996 1C lanzó la primera versión de la plataforma 1C:Enterprise, desarrollada para una automatización amplia de los procesos empresariales interiores. La implementación del software fue cedida a una red de franquicias asociada, fundada precisamente para este fin.
1C inició su actividad de distribución en la venta al por menor con el lanzamiento del videojuego Pilot Brothers, basado en una película animada rusa muy popular.
En 1999 fue lanzada la versión 7.7 de 1C:Enterprise. La cuota de la empresa en el mercado ruso de softwares de contabilidad alcanzó el 40%.
Además, en 1999 fue publicado el primer videojuego diseñado por 1C, el Konung: Legend of the North. Aquel año 1C adquirió la compañía MaddoxGames. En 2000 1C lanzó el primer videojuego AAA desarrollado en Rusia, el IL-2 Sturmovik.
En 2008 1C anunció su intención de convertirse en un gran grupo empresarial multisectorial. Parte de su estrategia de crecimiento fue el establecimiento de empresas conjuntas con compañías líderes y prometedoras dentro de la industria de las tecnologías de información (IT).
En octubre de 2011 Baring Vostok Capital Fund adquirió el 9% de participación de 1C.
En 2011 fue lanzada 1C:Enterprise 8.3 junto con el servicio en la nube para los sistemas operativos de Windows, Linux y Mac; así como para iOS, Android y Windows Mobile para  dispositivos móviles. Ese mismo año fue puesta en marcha la plataforma SaaS 1CFresh.com, lo que permitió a 1C:Enterprise utilizar y ofrecer en gran escala servicios del entorno de la nube.

## Software empresarial y servicios en la nube
El paquete de software empresarial 1С:Enterprise se usa para la automatización de la gestión y la contabilidad empresarial en más de 1 500 000 organizaciones, incluyendo grandes corporaciones y entidades gubernamentales. Este sistema es el número 1 en el mercado ruso del ERP con la mayor cantidad de puestos de trabajo automatizados.
El 83% de los puestos de trabajo de ERP en Rusia está manejado por procesos automatizados elaborados por 1C.
1C:Enterprise está formada por dos elementos: la plataforma 1C:Enterprise y las aplicaciones empresariales (soluciones aplicadas de 1C). La plataforma 1C:Enterprise se dedica al desarrollo rápido, implementación y personalización flexible de aplicaciones empresariales automatizadas tanto en la nube y los teléfonos inteligentes, como en los entornos de escritorio clásicos. La plataforma es adecuada para construir aplicaciones escalables para todo tipo de entidades: pequeñas, medianas y grandes. La versión actual de la plataforma 1C:Enterprise es 8.3.12. La versión 8 fue lanzada en 2004 y todas las siguientes versiones fueron llamadas 1C:Enterprise 8. La plataforma 1C:Enterprise está patentada y sólo los especialistas de 1C la pueden diseñar. La plataforma tiene el servidor de aplicaciones Business Components (componentes básicos visualmente configurables) y la herramienta IDE. La herramienta IDE (Entorno de Desarrollo Integrado) es el Diseñador o una versión nueva de IDE basada en Eclipse, llamada Enterprise Development Tools (EDT). La pila de componentes incluye: el cúmulo de servidores, el cliente Thin, el cliente Thick, el cliente web, la aplicación de las herramientas de la gestión del servidor, la herramienta de desarrollo IDE, el tiempo de ejecución para iOS, Android, Windows 10 Mobile (la plataforma móvil de 1C) y el tiempo de ejecución para los sistemas operativos de Windows, Linux y Mac. Existe un solo IDE para desarrollar aplicaciones para todos estos sistemas y plataformas. El mismo código fuente de una aplicación de negocio se usa para manejar todos estos entornos. La plataforma tiene herramientas y componentes para el desarrollo de aplicaciones de alta escalabilidad y tolerancia a fallos. La interfaz de la plataforma y del IDE es accesible en 20 idiomas, incluidos el alemán, inglés, chino y español.
1C:Enterprise tiene un lenguaje de programación patentado orientado a objetos. Más de 300 000 programadores diseñan software usando el lenguaje de programación de 1C.
Las aplicaciones empresariales, que funcionan en la plataforma, contienen una gran variedad de soluciones predeterminadas y personalizadas para pequeñas y medianas empresas, así como para clientes corporativos, incluidas las soluciones ERP y las soluciones CPM (Corporate Performance Management) para la producción, comercio, logística, inventario, contabilidad, gestión de finanzas, nóminas y recursos humanos, gestión de documentos y más de 1000 soluciones para diferentes tareas empresariales e industrias. Las soluciones para aplicaciones se desarrollan por la compañía 1C y sus socios, su formato de  código fuente está abierto para la adaptación personalizada según la lógica de cualquier empresa. En la mayoría de los casos las soluciones pueden ser modificadas por cualquier persona, pero a veces los autores de los códigos pueden cerrar algunos módulos.
1CFresh es una tecnología para el desarrollo, edición y gestión de las soluciones y servicios en la nube cuyo diseño se basa en 1C:Enterprise con capacidad de multitenencia. 1CFresh.com – 1C:Enterprise via Internet, es un servicio en línea que combina diferentes aplicaciones en la nube desarrolladas por la empresa 1C basadas en la plataforma 1C:Enterprise y la tecnología 1CFresh.

### Aplicaciones empresariales
- 1C:ERP 2

Una solución integrada para la gestión de procesos empresariales clave.
- 1C:CPM

Supervisión de la planificación, contabilidad y rendimiento para grandes grupos empresariales y corporaciones.
- 1С:Document Management (ECM)

Automatiza flujos de documentos, tanto en papel como electrónicos, para empresas e instituciones públicas.
- 1C:Accounting

Es un software universal para la contabilidad y el cálculo de impuestos correspondientes a los estándares de la legislación de Rusia. En 2018 fue lanzada la nueva versión de IAS-compliant. 1C:Accounting es el software de contabilidad más popular en Rusia. Según varias evaluaciones lo usan el 80-90% de las compañías rusas.
- 1C:Trade Management

Una solución para operaciones y gestión de contabilidad, análisis y planificación. Automatiza las operaciones comerciales, financieras y de almacén, impulsando las compañías de venta al por mayor y al por menor.
- 1С:Retail

Una contabilidad automatizada de las tiendas de venta al por menor, incluidas las cadenas de venta al por menor.
- 1С:Payroll and HR Management

Supone un cálculo de nóminas más rápido y eficiente, así como automatiza la gestión de recursos humanos.
- 1С:AccountingSuite

Aplicación empresarial integral que combina la contabilidad, el inventario, el control del tiempo y de los proyectos, la banca en la nube y la gestión de pedidos.
- 1C:Drive

Una solución predeterminada para el pequeño comercio, la fabricación y las empresas de servicios.

## La cadena de filiales y franquicias
1C presta sus servicios a través de un sistema de empresas socias que consiste en más de 10 000 acuerdos a largo plazo en 25 países.
Uno de los pilares del éxito de 1C en el mercado de IT en Rusia y otros países es el modelo de franquicias. Cerca de 7000 franquicias en 750 ciudades de Rusia y países vecinos proporcionan una gran variedad de servicios para la automatización del negocio, la puesta en marcha, la adaptación personalizada y el mantenimiento de los sistemas basados en 1C:Enterprise, consultoría, entrenamiento de los usuarios, etc. Más de 250 de ellos tienen certificados ISO 9001 que confirman la alta calidad de sus servicios.
Las franquicias se hacen con más de la mitad del precio de venta del software, además de la mayor parte de la tarifa de consultoría e instalación. 1C se encuentra en uno de los primeros puestos en el ranking Top-50 de RBC como empresa que goza de la cadena de franquicias más popular en Rusia.
Según las estimaciones de Forbes en Rusia, 1C controla un 12% de la facturación generada por todo el negocio de franquicias en Rusia. Todos las franquicias de 1C son altamente rentables y la mayoría de ellas llevan 10-15 años siendo socias.

## Servicios empresariales
Desde 2012 1C ha desarrollado el servicio de outsourcing 1C:Accounting, que incluye varios socios y compañías de outsourcing que prestan servicios estandarizados de contabilidad, fiscalidad y recursos humanos para pequeñas empresas utilizando las plataformas en la nube de 1C. Hoy en día el servicio de outsourcing 1C:Accounting se compone de más de 550 socios en 176 ciudades en Rusia y proporciona servicios a más de 15 000 clientes

## El software de entretenimiento
1С empezó el negocio de juegos en 1996 cuando era distribuidor de videojuegos diseñados por otras empresas de IT. El primer proyecto interno de desarrollo de juegos — Konung Legend of the North — que comenzó en 1997, se convirtió en el título más vendido en Rusia en septiembre de 1999. Fuera de Rusia 1C es conocida gracias a la serie de simuladores de vuelo IL-2 Sturmovik de la época de la Segunda Guerra Mundial. 1C también ha desarrollado Theatre of War, World War II RTS, varios títulos de la franquicia The Men of War, el MMORPG gratuito Royal Quest y el RPG gratuito para móviles Space Rangers Legacy”. Hoy en día emplea a más de 200 desarrolladores de juegos que trabajan en diferentes proyectos.
1C posee un largo historial de financiación de varios diseñadores independientes y de fabricación de videojuegos rusos muy exitosos. 1C trabaja como editor y productor con más de 30 estudios de desarrollo independientes y ha cumplido más de 100 proyectos para PC y consolas de videojuegos, incluyendo títulos como Hard Truck, King of the Road, Rig'n'Roll, Space Rangers, Soldiers: Heroes of World War II, Faces of War, Men of War and Men of War Assault Squad series, Fantasy Wars, Death to Spies, King's Bounty series, Ancestors Legacy y Deep Sky Derelicts.
La empresa además es el mayor distribuidor en Rusia, edita títulos de editores internacionales como Activision Blizzard, Bethesda, Take2, Ubisoft, Warner Bros. 1C posee dos empresas de distribución locales — Softclub y Buka — que también son líderes en términos de distribución del hardware de videojuegos fabricado por Microsoft y Sony. 1C-Interés es una cadena de venta al por menor de videojuegos, posee 30 tiendas en 22 ciudades en Rusia.
La presencia internacional de 1C se estableció en 2005 cuando la empresa compró un grupo de compañías distribuidoras en Europa Central (Cenega) y el pequeño editor de juegos Cenega Publishing, luego renombrado 1C Publishing EU. Desde la adquisición el grupo Cenega se convirtió en una gran empresa de distribución, fabricación y servicios de juegos bajo la marca 1C Entertainment, con más de 400 trabajadores en Polonia, República Checa y Hungría. Las compañías más significativas del grupo son: Cenega, el mayor distribuidor independiente de videojuegos en Polonia, República Checa, Eslovaquia y Hungría; Muve, una plataforma local de juegos en línea, tanto de copias físicas como de descargas digitales; QLOC, una empresa de servicios de alta calidad que proporciona servicios de portabilidad, prueba y localización a los mayores estudios de desarrollo y editores del mundo; y 1C Online Games, un desarrollador y editor del grupo 1C Entertainment.

## Distribución
1C es el distribuidor oficial de más de 100 vendedores de software, incluyendo ABBYY, Acronis, Aladdin, ALT Linux, Ascon, Entensys, ESET, Famatech, Ideco, Infowatch, Kaspersky Lab, Magix, Miсrosoft, Movavi, nanoCAD, Oxygen Software, Panda Security, Paragon Mobile, Paragon Software, Redline Software, SmartLine y otros. 1C ofrece más de 10 000 títulos de software para el uso empresarial y doméstico.

## Empresas conjuntas (Joint ventures)
La transformación de 1C en un gran grupo empresarial reside, en parte, en el desarrollo de un nuevo camino empresarial a través del establecimiento de empresas conjuntas con varias compañías líderes y prometedoras en el marco de la industria de IT. En la mayoría de los casos, en estas empresas conjuntas 1C posee el 51% de las acciones, mientras que los fundadores de las empresas retienen prácticamente la mitad de la propiedad y de todas las herramientas de la gestión operacional. El grupo 1C toma parte en más de 200 empresas conjuntas de este tipo.

## Enlaces
1. 1 2  «A Russian Software Billionaire Takes on SAP and Oracle» (en inglés). 15 de junio de 2017. Consultado el 23 de abril de 2019.
2. ↑  Das, Loknath (16 de junio de 2017). «A Russian Software Billionaire Takes on SAP and Oracle». Laptop Bliss (en inglés estadounidense). Archivado desde el original el 23 de abril de 2019. Consultado el 23 de abril de 2019.
3. ↑  «Новости». 1c.ru. Consultado el 23 de abril de 2019.
4. ↑  PricewaterhouseCoopers. «Explore the data». PwC (en en-gx). Consultado el 23 de abril de 2019.
5. 1 2 3  «Бухгалтерия в облаках: как заработать на сотрудничестве с «1С»». РБК. Consultado el 23 de abril de 2019.
6. ↑  «Результаты опроса посетителей выставки "Бухучет и аудит 2003"». Клерк. Consultado el 23 de abril de 2019.
7. ↑  «Wayback Machine». web.archive.org. Consultado el 23 de abril de 2019.
8. 1 2  «Как «1С» планирует стать большой корпорацией». CNews.ru. Consultado el 23 de abril de 2019.
9. ↑  Ведомости (3 de octubre de 2011). «Baring Vostok купил 9% производителя программного обеспечения «1С»». www.vedomosti.ru. Consultado el 23 de abril de 2019.
10. 1 2  Ведомости (12 de julio de 2016). ««Конкуренты энергичны, бизнес развивается – скучать не приходится»». www.vedomosti.ru. Consultado el 23 de abril de 2019.
11. ↑  «1C:ERP 2 - Technology & Features». up2erp.today. Archivado desde el original el 6 de marzo de 2019. Consultado el 23 de abril de 2019.
12. ↑  «1C:DN news». 1c-dn.com. Consultado el 23 de abril de 2019.
13. ↑  «1C:Enterprise Development Tools». 1c-dn.com. Consultado el 23 de abril de 2019.
14. ↑  «edt.1c».
15. ↑  «1C:Enterprise platform: what’s under the hood? | 1C:Enterprise» (en inglés estadounidense). Consultado el 23 de abril de 2019.
16. 1 2  «Борис Нуралиев: Крупные предприятия больше не стесняются внедрять «1С», теперь это модно.». TAdviser.ru. Consultado el 23 de abril de 2019.
17. ↑  «Есть ли жизнь без 1С или Как живут другие бухгалтерские программы». Клерк. Consultado el 23 de abril de 2019.
18. ↑  «Выбор аттестованных франчайзи фирмы "1С"». 1c.ru. Consultado el 23 de abril de 2019.
19. ↑  «Выбор сертифицированных по ISO 9001 франчайзи фирмы"1С"». 1c.ru. Consultado el 23 de abril de 2019.
20. ↑  «Рейтинг РБК: топ-50 самых востребованных франшиз в 2017 году». РБК. Consultado el 23 de abril de 2019.
21. ↑  «Три ступени. Forbes представил рейтинг франшиз — 2018 | Карьера и свой бизнес». Forbes.ru (en inglés estadounidense). 2 de julio de 2018. Consultado el 23 de abril de 2019.
22. ↑  «О сети - 1С:БухОбслуживание». 1cbo.ru. Consultado el 23 de abril de 2019.
23. ↑  «В каких городах больше клиентов 1С:БухОбслуживание? - 1С:БухОбслуживание». 1cbo.ru. Consultado el 23 de abril de 2019.
24. ↑  «Вендоры». dist.1c.ru. Consultado el 23 de abril de 2019.

- Datos: Q77202
- Multimedia: 1C Company / Q77202